# 1210 w polityce

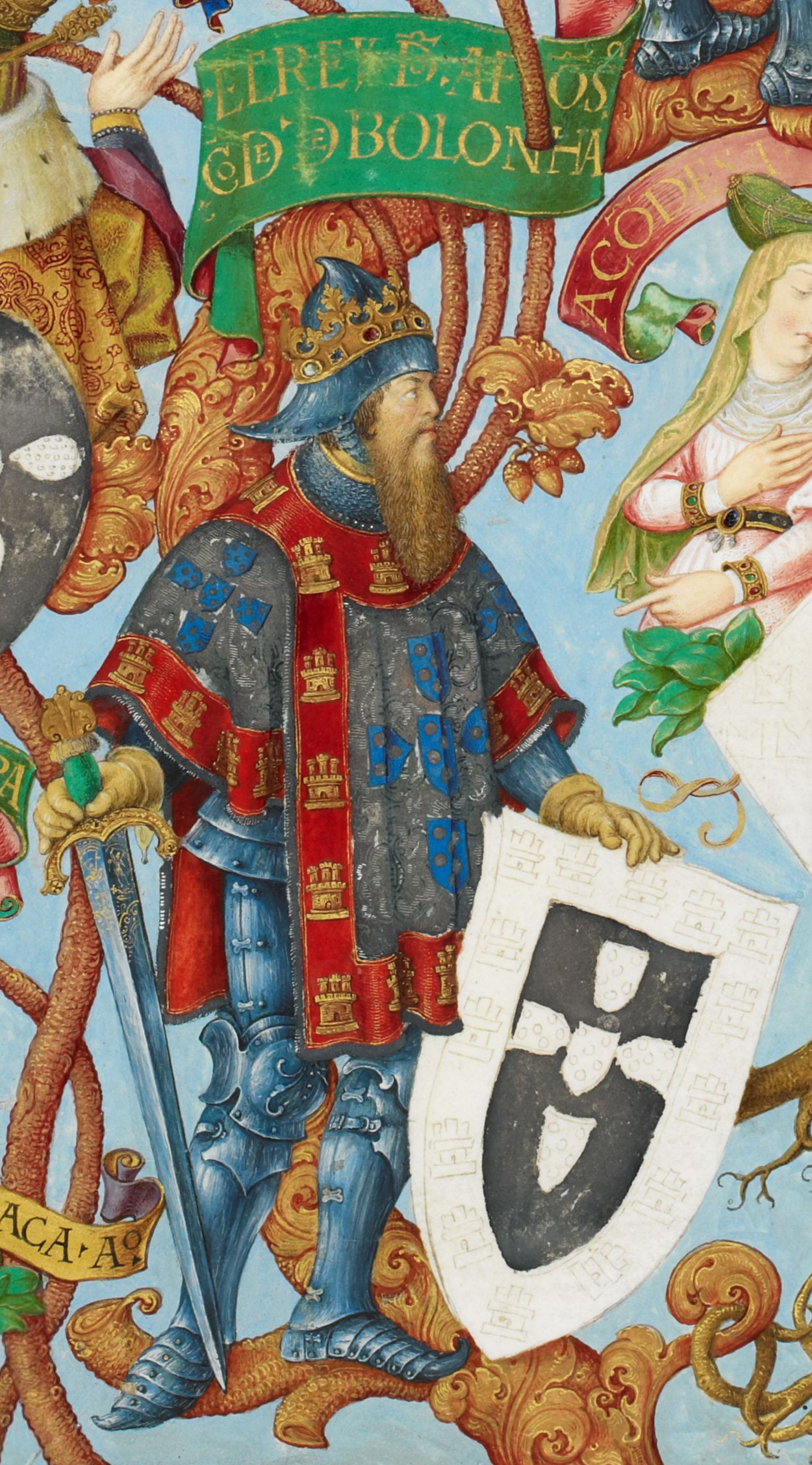
Alfons III Dzielny, król Portugalii

Wydarzenia polityczne w 1210 roku.

## Wydarzenia
- Eryk X Knutsson[1] zostaje koronowany na króla Szwecji.
- Zjazd w Borzykowej[2].
- Po najeździe duńskim Mszczuj I złożył hołd lenny Waldemarowi Zwycięskiemu[2][3].

## Urodzili się
- 5 maja Alfons III Dzielny, piąty król Portugalii (zm. 1279)[4].
- 22 lipca Joanna Plantagenet, królowa Szkocji (zm. 1238)[5].
- Honoriusz IV, papież[6].

## Zmarli
- 6 maja Konrad II, margrabia Łużyc[7].